# Contea di Edgefield
La contea di Edgefield (in inglese Edgefield County) è una contea dello Stato della Carolina del Sud, negli Stati Uniti. La popolazione al censimento del 2000 era di 24 595 abitanti. Il capoluogo di contea è Edgefield.

## Geografia
La contea si trova nel centro-ovest dello Stato, al confine con la Georgia. Si tratta di un territorio collinare. Il confine sud-ovest è formato dal fiume Savannah. La parte meridionale della contea è occupata dalla foresta nazionale di Sumter.

### Contee confinanti
- Contea di Greenwood - nord
- Contea di Saluda - nord-est
- Contea di Aiken - sud-est
- Contea di Richmond (Georgia) - sud-ovest
- Contea di Columbia (Georgia) - sud-ovest
- Contea di McCormick - ovest

## Storia
L'area era abitata da nativi che parlavano lingue algonchine. La contea fu fondata nel 1785. L'etimologia del nome è incerta: secondo la South Carolina Stete Library il nome sarebbe descritto come fanciful (fantasioso o eccentrico); secondo la South Carolina Encyclopedia ci sarebbe una leggenda per cui il nome derivererebbe dal fatto che la posizione della contea è al limite (in inglese edge) occidentale dello Stato.

## Comuni
L'unica city è North Augusta.

### Towns
- Edgefield (capoluogo)
- Johnston
- Trenton

### Census-designated place
- Murphys Estates